# هو شيه
هو شيه (بالإنجليزية: Hu Shih)‏ (و. 1891 – 1962 م) هو دبلوماسي، وبروفيسور، وصحفي تايواني، ولد في شانغهاي، كان عضوًا في الكومينتانغ، وكان عضوًا في الأكاديمية البروسية للعلوم، والأكاديمية الألمانية للعلوم في برلين، والأكاديمية الصينية، توفي في تايبيه، عن عمر يناهز 71 عاماً.
ويُعرف هو شيه أيضًا باسم هو سوه في المراجع القديمة. يشتهر اليوم على نطاق واسع بأنه أحد المساهمين الرئيسيين في الليبرالية الصينية وإصلاح اللغة في دعوته لاستخدام اللغة الصينية العامية المكتوبة. كان له بالغ الأثر في حركة الرابع من مايو، وهو أحد قادة حركة الثقافة الجديدة في الصين، ورئيس لجامعة بكين، ورُشِّح في عام 1939 لجائزة نوبل في الأدب. صبّ تركيزه على مجموعة واسعة من الاهتمامات مثل الأدب والفلسفة والتاريخ والنقد النصي وعلم التربية. كان أيضًا باحثًا مؤثرًا في دراسة رواية حلم الغرفة الحمراء واحتفظ بمخطوطة جياشو الشهيرة عدة سنوات حتى وفاته.

## سيرته الذاتية
ولد هو في شنغهاي بالصين، والداه هما هو تشوان وفينغ شوندي بأصول من مقاطعة جيشي في إقليم آنهوي. تقول الأسطورة العائلية إن أسلاف هو شيه ينحدرون من آخر إمبراطور مراهق في الصين التانغية (إذ يختلفون في أصولهم عن بقية عشيرة هو) الذي فر متخفيًا إلى آنهوي مع أحد وزراء البلاط المخلصين في عام 907 وحصل على الاسم كابنه. في يناير 1904، رتبت عائلته زواجه من شيانغ تونغ هسيو، وهي فتاة أمية مربوطة القدم وتكبره بسنة واحدة. عُقد الزواج في ديسمبر 1917. تلقى هو تعليمه الأساسي في جيشي وشنغهاي.
أصبح هو «باحثًا وطنيًا» بتمويل من برنامج تعويض الملاكمين للمنح الدراسية. في 16 أغسطس 1910، أُرسل لدراسة الزراعة في جامعة كورنيل بالولايات المتحدة. وفي عام 1912 غيّر تخصصه إلى الفلسفة والأدب، وانتُخب لعضوية فاي بيتا كابا. بعد حصوله على شهادته الجامعية، درس الفلسفة في كلية المعلمين بجامعة كولومبيا حيث تأثر بأستاذه جون ديوي تأثرًا كبيرًا. أصبح هو مترجمًا لديوي ومدافعًا طوال حياته عن التغيير التطوري البراغماتي، وساعد ديوي أيضًا في سلسلة محاضراته 1919-1921 في الصين. عاد ليحاضر في جامعة بكين، وخلال فترة عمله هناك، تلقى الدعم من تشن دوشيو، محرر المجلة المؤثرة نيو يوث، وسرعان ما نال عظيم الاهتمام والنفوذ. أصبح هو أحد المفكرين البارزين والمؤثرين خلال حركة الرابع من مايو ولاحقًا في حركة الثقافة الجديدة.
ترك العمل في مجلة نيو يوث في العشرينيات من القرن العشرين ونشر العديد من الصحف والمجلات السياسية مع أصدقائه. تجلت أهم مساهماته في الترويج للغة الصينية العامية في الأدب لتحل محل اللغة الصينية الكلاسيكية بهدف تسهيل القراءة على الشخص العادي. وكان لهذا أهمية عظيمة في الثقافة الصينية، إذ قال جون فيربانك «كُسرت قيود الكلاسيكيات». كرّس هو جهده لترسيخ إصلاحاته اللغوية في ثقافة الصين التقليدية بدلًا من الاعتماد على الواردات من الغرب. وكما قال كاتب سيرته الذاتية جيروم غريدر، إن نهج هو «لحضارة الصين المتفردة نقدي بالكامل وليس مزدريًا على الإطلاق». على سبيل المثال، قدّم مساهمة عظيمة في الدراسة النصية للرواية الكلاسيكية الصينية، وخاصة رواية القرن الثامن عشر حلم الغرفة الحمراء، كطريقة لصياغة مفردات لغة موحدة حديثة. أطلق عليه زميله في جامعة بكين وين يوان نينغ لقب «فيلسوف» بسبب اهتماماته وخبراته الإنسانية الواسعة.
كان هو سفيرًا لجمهورية الصين لدى الولايات المتحدة بين عامي 1938 و 1942. استُدعي في سبتمبر 1942 وحلّ محله وي تاو مينغ. ثم عمل هو رئيسًا لجامعة بكين -كانت تسمى آنذاك جامعة بكين الوطنية- بين عامي 1946 و 1948. وفي عام 1957، أصبح الرئيس الثالث للأكاديمية الصينية في تايبيه، وهو منصب شغله حتى وفاته. شغل أيضًا منصب الرئيس التنفيذي لصحيفة الصين الحرة التي أُغلقت في النهاية لانتقاده شيانغ كاي شيك.
توفي بنوبة قلبية في نانغانغ، تايبيه عن عمر يناهز 70 عامًا، ودُفن في حديقة هو شيه العامة المجاورة لحرم الأكاديمية الصينية. في شهر ديسمبر من ذلك العام، أُنشئت قاعة هو شيه التذكارية تخليدًا لذكراه، وهي تابعة لمعهد التاريخ الحديث في الأكاديمية الصينية وتضم متحفًا، ومقر إقامته، والحديقة العامة. تقدم قاعة هو شيه التذكارية للزوار خدمة الدليل الصوتي باللغتين الصينية والإنجليزية.
طالت أعمالَ هو شيه سمعةٌ سيئة في الصين القارية حتى نُشر مقال كتبه جي شيانلين عام 1986 بعنوان «بضع كلمات عن هو شيه» دعا فيه إلى الاعتراف ليس بأخطاء هو شيه فحسب، بل بإسهاماته أيضًا في الأدب الصيني الحديث. كان هذا المقال مقنعًا للعديد من المفكرين، ما جعلهم يعيدون تقييم تطور الأدب الصيني الحديث ودور هو شيه. يتضمن الاختيار 15 في اختبار الكفاءة في البوتونغوا قصةً يناقش فيها هو شيه مزايا اللغة الصينية العامية المكتوبة على اللغة الصينية الكلاسيكية.

## مساهماته الفلسفية

### البراغماتية
خلال الفترة التي أمضاها في جامعة كولومبيا، درس هو مع جون ديوي وأصبح من أشد المؤيدين للمدرسة البراغماتية. بعد عودة هو إلى الصين، صاغ لأول مرة كلمة التجريبية في الترجمة الحرفية (في اللغة الصينية التقليدية: 實驗主義). تُترجم اليوم كلمة البراغماتية بشكل أكثر شيوعًا إلى 實用主義 في اللغة الصينية التقليدية.
إن تبني هو شيه للبراغماتية هو في الواقع انعكاس لمناشداته الفلسفية. إذ كتب في مذكراته قبل أن يطّلع على أعمال ديوي أنه كان يبحث عن «فلسفة عملية» بدلًا من الفلسفات العميقة والغامضة من أجل بقاء الشعب الصيني. وكان أيضًا أكثر اهتمامًا بالمنهجيات من النظريات المجردة. عدّ هو البراغماتية منهجية علمية لدراسة الفلسفة، وأعرب عن تقديره الكبير لعالمية هذا النهج العلمي إذ إنه يتجاوز حدود الثقافة وعلى هذا يمكن تطبيقه في كل مكان، ومنها الصين في عصره. لم يعطِ هو شيه اهتمامًا كبيرًا لمحتوى فلسفة ديوي، بل صبّ  انتباهه على الأسلوب والموقف والروح العلمية.

عدّ هو شيه جميع الأيديولوجيات والنظريات المجردة فرضياتٍ تنتظر الاختبار. واعتقد أن محتوى الأيديولوجيات تصوغه الخلفية والبيئة السياسية وحتى شخصية المنظِّر. وعليه كانت هذه النظريات محصورة في زمنها. شعر هو أنه لا يمكن تطبيق سوى موقف الأيديولوجية وروحها عالميًا، ولذلك انتقد أي تطبيق دوغماتي للأيديولوجيات. بعد أن أصبح هو رئيس التحرير في ويكلي كومينتاري في عام 1919، انخرط مع لي تا تشاو في نقاش ساخن حول الأيديولوجيا والمشكلة كان له بالغ الأثر في المثقفين الصينيين آنذاك. كتب هو في «مناقشة ثالثة للمشكلات والمعتقدات». 
«يجب دراسة كل معتقد وكل نظرية، ولكن لا يمكن عدّها سوى فرضية، لا عقيدة دوغماتية؛ ولا يمكن عدّها سوى مصدرًا مرجعيًا، لا قواعد للدين؛ ولا يمكن عدّها سوى أدوات ملهمة، لا حقيقة مطلقة تعيق التفكير النقدي. بهذه الطريقة فقط سيكون في وسع الناس تنمية الذكاء الإبداعي، وحل مشكلات معينة، والتحرر من خرافة الكلمات المجردة». 

## روابط خارجية
- هو شيه على موقع الموسوعة البريطانية (الإنجليزية)
- هو شيه على موقع ميوزك برينز (الإنجليزية)